# Kurashiki

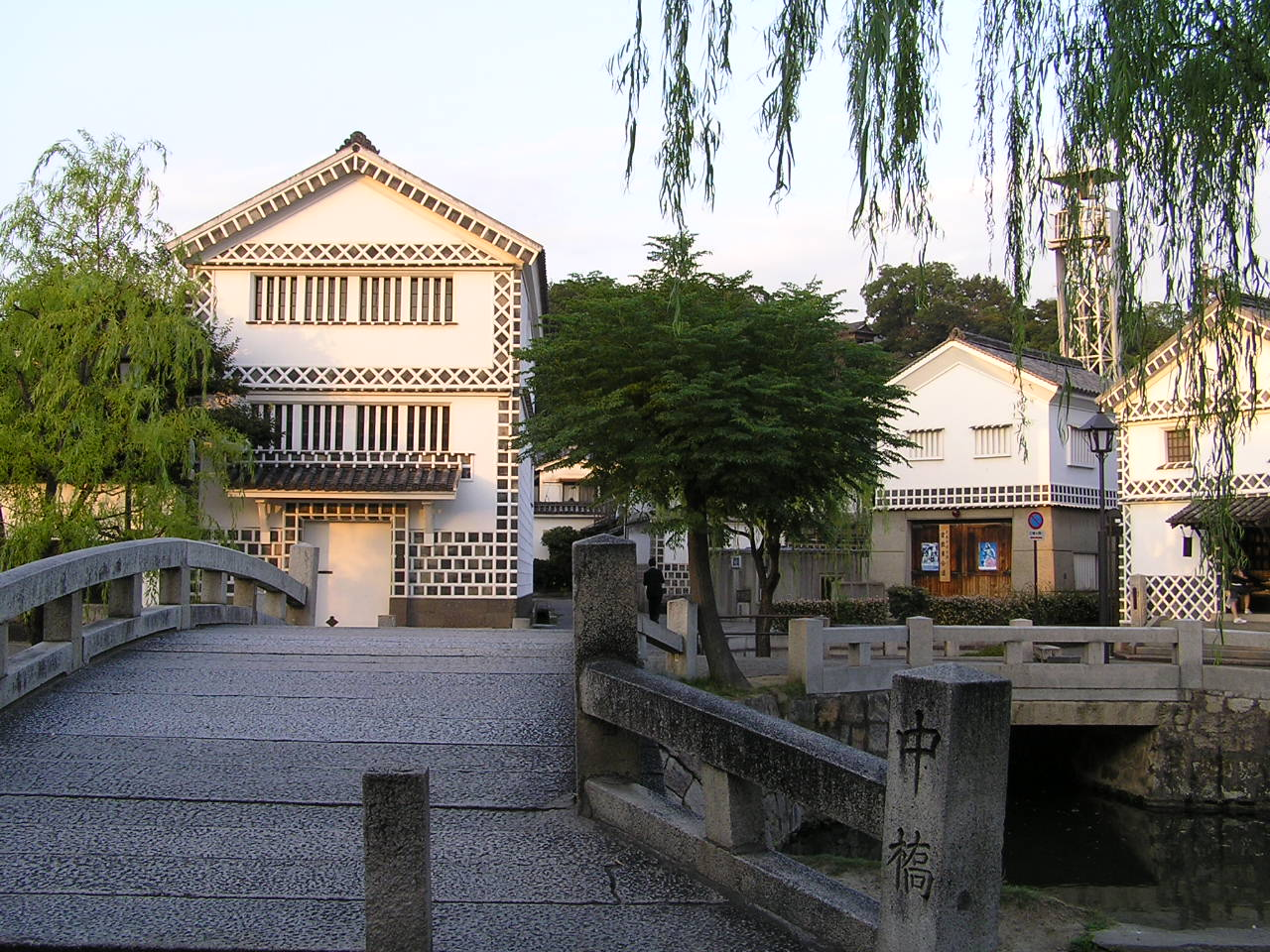
Kurashiki

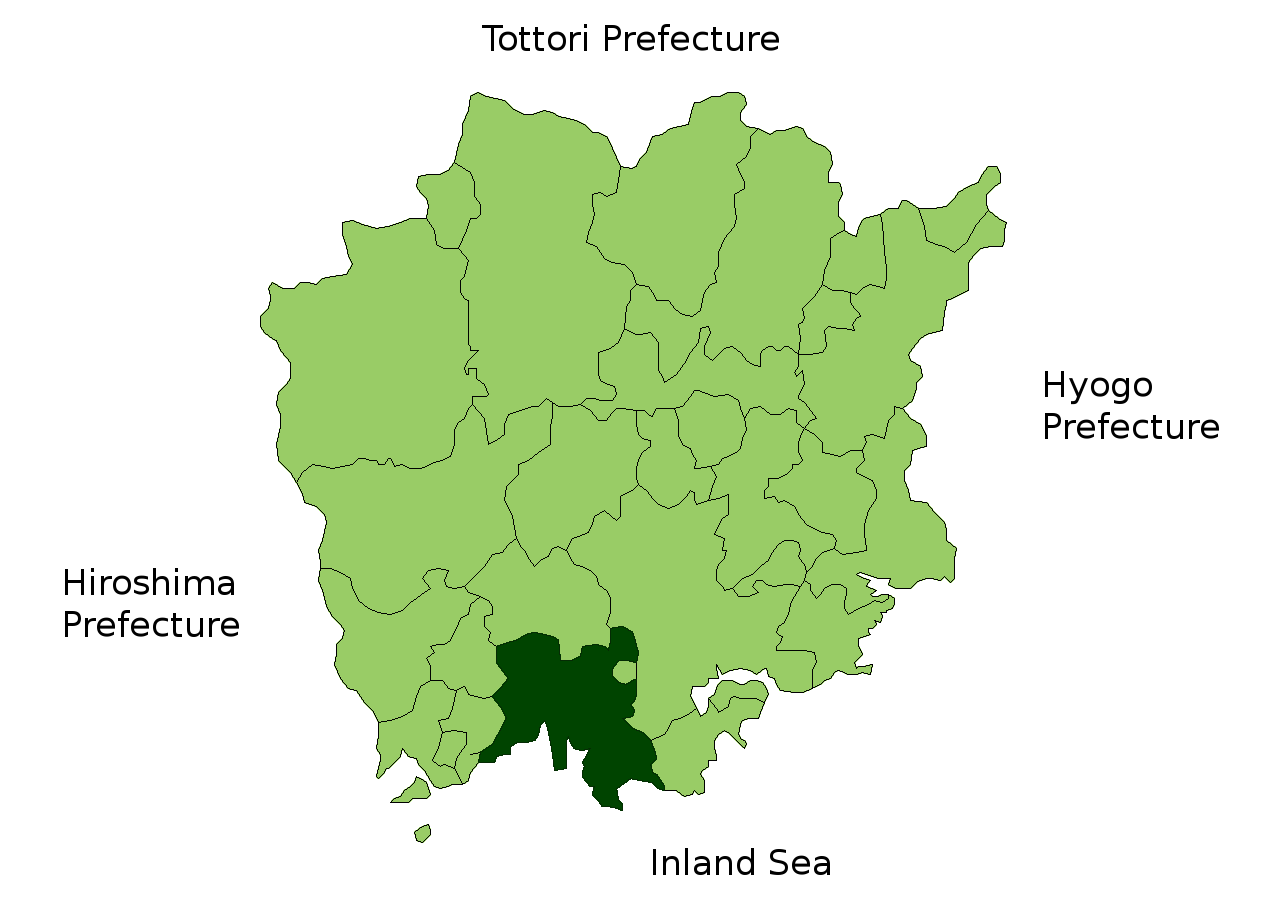

Kurashiki (倉敷市 Kurashiki-shi?) este un municipiu din Japonia, prefectura Okayama.